# Камелеони (породица)
Камелеони (лат. Chamaeleonidae) су породица животиња из реда љускаша (Squamata). Они су препознатљива и високоспецијализована клада гуштера Старог Света са 202 врсте описане према подацима из јуна 2015. Ове врсте обухватају опсег боја, и многе од њих имају способност промене боје.
Камелеони се одликују својим зигодактилним стопалима. Они имају врло велике, веома модификоване језике који се брзо екструдирају. Особени су по свом вијугавом ходању и крестама или роговима на обрвама и њушци. Већина врста, а посебно оне веће, такође имају велики реп, којим могу хватати гране. Камелеонове очи су независно покретне, али при циљању плена, оне се координирано фокусирају на напред, пружајући животињама стереоскопски вид.

## Опис
Камелеон има велику главу, са троугластим ивицама на затиљку, бочно спљоштено тело и дуг савитљив реп, који не може да одбаци јер се помоћу њега прихвата. На танким дугим ногама има срасла два и три прста заједно. Очи са округлом зеницом налазе се у полулоптастом испупчењу на глави и могу да се покрећу независно једно од другог. Има дугачак језик, често дужи од његовог тела.
Тело му је покривено зрнастим квржицама између којих су разбацане велике плочасте крљушти, па му је зато кожа растегљива. Боју тела може нагло да мења, од зелене до тамне или готово беле, какав је ноћу. Може бити дугачак од 5 до 60 центиметара. Живи углавном на дрвећу. По гранама се споро и тромо креће, прихватајући се репом и сраслим прстима као клештима. Када је угрожен, надува тело, отвори уста и добије тамну боју.

## Грађа тела
Облик тела камелеона може знатно да варира. Због тога је прилично тешко тачно одредити неке врсте. Наиме, облик им се мења, зависно од старости и полу. Чврсте одреднице су углавном „рогови” и израслине на њушки. Тако постоје врсте с врло малим израслинама на њушкама (Calumma nasutum) као и врсте код којих су те израслине врло велике (Calumma parsonii). За препознавање припадника исте врсте, те су израслине незаобилазне. Поред тога, постоје и различити типови рогова. Тако врста Chamaeleo quadricornis gracilior може имати чак до шест, док врста Chamaeleo johnstoni има само три.
Следећа особина им је кожни залистак смештен уз стражњи део главе (окципитални залистак). Те залиске животиња шири како би изгледала већа. Тиме би требало да застраше потенцијалне предаторе.
Карактеристичне су им и различите кресте. То су израслине које својим обликом подсећају на чешаљ, а појављују се на леђима, трбуху и грлу. Креста на леђима може бити различита. То могу бити чуњасте љуске, бодље или леђно „једро” које подсећа на леђно пераје, као код врсте Chamaeleo cristatus. Значајне одлике које се користе за разликовање су трбушна и грлена креста. Следећа особина им је „шлем” на глави. Може бити висок и до 8 цм. Главна функција му је промена силуете до мере да се животиња не препознаје као камелеон.
Као што су им различите наведене одлике, разликују се и величином тела, при чему су мужјаци обично већи. Највећи је Furcifer oustalet који може досећи укупну дужину од око 68 cm, док је Brookesia minima најмањи камелеон, дуг је само 3,5 cm.
Читава грађа тела правих камелеона прилагођена је животу на дрвећу, иако неке врсте живе готово искључиво на тлу. Обликом тела често имитирају разне облике биљки. Прави камелеони често изгледом личе на лист, терестрични на старо дрво или опало лишће. Стопала су им се преобликовала у клешта којима успевају да чврсто обухвате сваку грану. Неке врсте имају додатно још и канџе што омогућава још сигурније хватање. Стопала су посебно грађена: свако стопало има пет прстију, али су по два односно три срасла, тако да представљају два крака клешта. Подршка кретању по дрвећу је и реп прилагођен прихваћању за грану, а имају га само прави камелеони. Важност репа видљива је и по томе, што су изгубили способност осталих гуштера да одбаце реп и да га регенеришу (аутотомија). За разлику од камелеона који живе на дрвећу, код терестричних реп није значајан. Служи само за наслањање. Као посебност треба споменути, да у случају пада са стабла надувају плућа и тиме „омекшају” пад.
Очи: Уз остале посебности, очи камелеона су врло типичне. Сматрају се врло развијеним и знатно су боље од људских. Рожњачу и друге делове ока прекрива љускасти капак делом срастао с очном јабучицом. Низом прилагођавања вид камелеона је изузетно изоштрен, а једино они могу покретати свако око засебно. Очи су смештене тако, да се видна поља не преклапају у једну слику, него настају две слике. Данас се још не зна како животиња обрађује те две слике. Необична покретљивост очију осигурана је комплексним мишићним апаратом. Због испупчености очију из главе, укупно видно поље камелеона је 342°, дакле само 18° им је у „мртвом углу”, што је само један део леђа.
Уобичајено кориштење очију следи чврсти образац, и једнак је код свих врста камелеона:
- Прво истражи околину сваким оком засебно.
- Кад пронађе плен, фокусира га с оба ока.

Језик: Још једна у животињском свету јединствена особина камелеона је њихов језик. Језик је увучен у грлену врећицу и повезан с језичном кости. Није смотан, него се може упоредити с кратком гуменом траком. Врх врло дугог и мишићавог језика је задебљан и подељен на два дела. Премрежен је секретом који није љепљив, него потпомаже стварању велике површинске напетости која држи плен уз језик. Када се довољно приближи плену, избацује језик до плена, што траје једну десетину секунде, тако да плен не може побећи.
Избацивање језика дели се на 5 фаза:
1. плен се фиксира и испитује његова величина, облик, врста и удаљеност,
2. полако отвара уста, припрема језик за избацивање и гура га мало према напред,
3. избацује језик,
4. плен је ухваћен,
5. плен се језиком привлачи устима којима га држи, док се језик враћа у грлену врећицу. Након тога гута читав плен у једном комаду.

Језик користе и за пијење воде.

## Исхрана
Храни се инсектима које дуго и упорно непокретно чека, а потом их лови дугим, лепљивим испруженим језиком. Тада инсект бива ухваћен лепљивим језиком и увучен у уста, готово у једној секунди.

## Размножавање
Као и други гмизавци, већина камелеона леже јаја четири недеље након оплодње. Пре одлагања јаја женка обично сиђе с дрвета како би ископала рупу (обично између 10 и 35 центиметара дубоку), где ће након тога положити јаја. Млади се излегну 4–12 месеци касније, у зависности од врсте камелеона. Младунци хватају плен већ првог дана по рођењу.

## Распрострањеност
Камелеони првобитно потичу из источне Африке, али су своју разноврсност развили понајвише у западној Африци и на Мадагаскару. Данас се могу наћи на целом афричком континенту, нарочито на Мадагаскару и подручју Средоземља, али и у Индији, Сри Ланки и Турској заједно с Арапским полуострвом. Највећа концентрација камелеона, у погледу броја врста и бројности популације је Африка (изузев северне Африке) и Мадагаскар.

## Станиште
Настањују пределе Африке, Мадагаскара, јужне Шпаније, Арабије, јужне Индије, Цејлона и Мале Азије.

## Мењање боје
Једно од врло значајних обележја камелеона, до мере да су постали синоним за превртљивост, је њихова (иако не само њихова) особина да могу да мењају боју коже.
Свака врста има одређени број боја. Унутар тог спектра могу показати различите тонове и узорке. Тај процес (зависно од врсте и ситуације) одвија се различитом брзином. Најбрже мењају боју у случају опасности или у борби са супарником. Тако је код врсте Chameleo calyptratus je измерена промена боје од неутралне до борбене за мање од 6 секунди. Данас се често тврди да мењање боје служи прикривању. То је само делом тачно. Камелеони користе боју пре свега за комуникацију. Тиме припадницима исте врсте показују своје расположење и осећаје, које додатно потврђују говором тела.

## Галерија
- Камелеоном језик хвата храну